# Somogytúr
Somogytúr je selo u središnjoj zapadnoj Mađarskoj.
Zauzima površinu od 35,30 km četvornih.

## Zemljopisni položaj
Nalazi se na 46° 42′ 27,43″  sjeverne zemljopisne širine i 17° 45′ 57,31″ istočne zemljopisne dužine.
Sjeveroistočno je Visz, Latranska pustara je sjeverno, Latran je sjeverozapadno, Karadin i  Alsócsesztapuszta su jugoistočno, južno-jugoistočno su Somogybabod i Kisbabod.

## Upravna organizacija
Nalazi se u Fonjodskoj mikroregiji u Šomođskoj županiji. Poštanski broj je 8683.

## Kultura
- kurija obitelji Májerszky
- kurija obitelji Bosnyák (muzej Lajosa Kunffyja)

## Promet
Istočno od Somogytúra prolazi državna cestovna prometnica br. 67. 

## Stanovništvo
Somogytúr ima 418 stanovnika (2001.). Većina su Mađari.

## Vanjske poveznice
- (mađarski) Stranice o Somogytúru
- (mađarski) Portal europskih vinskih cesta[neaktivna poveznica]
- (mađarski) Zračne snimke Somogytúra